# Gynoplistia (Gynoplistia) babinda
Gynoplistia (Gynoplistia) babinda is een tweevleugelige uit de familie steltmuggen (Limoniidae). De soort komt voor in het Australaziatisch gebied.